# 耿承辉
耿承辉（1966年4月—），辽宁北镇人，满族，中华人民共和国政治人物、全国人民代表大会辽宁地区代表。
毕业于中国科学院研究生院化学工艺专业，获得博士学位，加入中共。担任中国石油辽阳石油化工公司经理。2003年当选为第十届全国人民代表大会代表。2008年，连任全国人大代表。